# Bolloré
Bolloré SE er et fransk konglomerat med hovedkvarter i Puteaux, Paris. Virksomheden blev etableret i 1822 og er fortsat ejet af Bolloré-familien. Den nuværende leder er Cyrille Bolloré, som er søn af Vincent Bolloré.
Koncernens primære forretningsaktiviteter omfatter: Bolloré Transport & Logistics, plastik film & special papir, energidistribution, specielle terminaler, plantagedrift med gummi- og palmeolieproduktion, fast ejendom, bank, telekommunikation igennem 90 % af Bolloré Telecom, medier & reklame igennem 60 % Havas. Bolloré ejer også 25 % Vivendi.